# Kongde Ri
Der Kongde Ri (auch Kwangde Ri, Kwande oder Tārtikhā) ist ein mehrgipfliger Berg im Himalaya im Südosten der Gebirgsgruppe Rolwaling Himal.
Der Kongde Ri liegt in dem Bergkamm Lumding Himal in der Khumbu-Region der nepalesischen Verwaltungszone Sagarmatha. Der Kongde Ri erreicht eine Höhe von 6187 m. Das Bergdorf Namche Bazar liegt nordöstlich des Berges. 
Einer nepalesischen Expedition gelang die Erstbesteigung des Kongde Ri über den Südgrat. Lhakpa Tenzing, Sonam Gyalzen, Shambhu Tamang und Sonam Hisi erreichten den Gipfel am 17. Oktober 1975. Der niedrigere Ostgipfel (6093 m ⊙) wurde bereits im Jahr 1973 von einer deutschen Bergsteigergruppe erstbestiegen.
Der Kongde Ri gilt als Trekkinggipfel und wird von der Nepal Mountaineering Association in der Kategorie "B", den einfacheren Klettergipfeln, geführt.